# Kvarteto (film)
Kvarteto je český film režiséra Miroslava Krobota z roku 2017. Na scénáři s ním spolupracoval, stejně jako v případě předchozí celovečerní prvotiny Díra u Hanušovic, psycholog Lubomír Smékal.

## Děj
Podle záměrů se má jednat o humorný příběh čtveřice kamarádů hrajících ve smyčcovém kvartetu a v operním divadelním orchestru, „kompaktní, do jednoho města zasazený komorní příběh anti-hrdinů řešících vztahy i otázku vlastní role ve společnosti“.

## Obsazení
Do role cellistky byla obsazena Barbora Poláková, hospodského představuje Jiří Schmitzer, dále ve snímku hrají Jaroslav Plesl, Lukáš Melník, Pavlína Štorková či Jana Štěpánková.

## Výroba
Na scénáři začali autoři pracovat v roce 2013.
Na druhý pokus poskytl na tvorbu filmu Státní fond kinematografie částku 5 milionů Kč, tedy asi čtvrtinu plánovaného rozpočtu. Na financování se částkou 700 tisíc Kč podílel také Olomoucký kraj.
V dubnu 2016 probíhaly přípravy, zkoušení a castingy.
Natáčení bylo naplánováno od července do konce srpna, celkem na 28 natáčecích dnů, a to kompletně v Olomouci, např. ve Zdíkově paláci, jezuitském konviktu, měšťanských bytech v historickém jádru města či v hospodě Ponorka. První scény byly natočeny 26. července v jednom z bytů v Kosinově ulici.

## Účast na festivalech
Světovou premiéru měl film mít v říjnu 2017 na festivalu v Chicagu, poté bylo plánováno uvedení na festivalech v Denveru, Segovii a Palm Springs.

## Recenze
- Tomáš Stejskal, iHNed.cz
- František Fuka, FFFilm
- Rimsy, MovieZone.cz
- Mirka Spáčilová, iDNES.cz [8]